# لارا جوين كورنر
لارا جوين كورنر (بالألمانية: Lara Joy Körner)‏ (و. 1978  م) هي ممثلة، وممثلة مسرحية ألمانية، ولدت في لندن.

## وصلات خارجية
- لارا جوين كورنر على موقع IMDb (الإنجليزية)
- لارا جوين كورنر على موقع ألو سيني (الفرنسية)
- لارا جوين كورنر على موقع قاعدة بيانات الفيلم (الإنجليزية)
- لارا جوين كورنر على موقع كينوبويسك (الروسية)

- لارا جوين كورنر في قاعدة بيانات الأفلام على الإنترنت